# Fábio Silva
Fábio Daniel Soares Silva, noto semplicemente come Fábio Silva (Gondomar, 19 luglio 2002), è un calciatore portoghese, attaccante del Wolverhampton.

## Biografia
È il figlio di Jorge Silva, ex calciatore portoghese.

## Caratteristiche
È una prima punta dotata di ottima tecnica individuale e abile nell'attaccare la profondità; è stato spesso paragonato a Radamel Falcao.

## Carriera

### Club
Nel 2010 ha firmato per il Porto, con cui ha fatto tutta la trafila delle giovanili salvo un biennio trascorso fra i rivali del Benfica fra il 2015 ed il 2017.
Nella stagione 2018-2019, trascorsa con le giovanili dei Dragões, è stato uno dei protagonisti della vittoria in UEFA Youth League segnando 5 reti nel corso della competizione.
Promosso in prima squadra per la stagione seguente, ha esordito il 10 agosto 2019 disputando l'incontro di Primeira Liga perso 2-1 contro il Gil Vicente.
Il 5 settembre 2020 passa per 40 milioni di euro al Wolverhampton. A soli 17 anni fatica ad imporsi fin da subito, si ritaglia più spazio nella seconda parte di stagione dove trova 4 goal e 3 assist in Premier League, lui stesso dichiarerà in un'intervista che voleva restare al Porto per qualche altra stagione per crescere ancora. La stagione successiva viene impiegato come subentrante a gara in corso diminuendo il suo minutaggio.
Il 19 luglio 2022 rinnova il proprio contratto con il club inglese; contestualmente si trasferisce all'Anderlecht in prestito fino al termine della stagione. In Belgio ritrova spazio segna ben 11 reti e 4 assist in 32 presenze tra tutte le competizioni,risultando decisivo in più partite.
Il 25 gennaio 2023 passa in prestito al PSV fino al termine della stagione. Colleziona 19 presenze segnando 5 goal,vincendo anche la Coppa olandese in finale contro l'Ajax.
Dopo il rientro al Wolverhampton, nel gennaio 2024 si trasferisce in prestito ai Rangers fino al termine della stagione, segnando 6 goal tra tutte le competizioni.
Il 30 agosto 2024 viene ceduto ancora una volta a titolo temporaneo, questa volta al Las Palmas. Il 30 settembre successivo segna il suo primo goal nella sconfitta in trasferta contro il Villareal per 3-1. Il 21 ottobre seguente è decisivo con un goal nella trasferta contro il Valencia, vinta per 2-3. Segna nuovamente nelle partite contro Rayo Vallecano, Mallorca  e decide con un suo goal la trasferta contro il Barcellona. Il 12 aprile 2024 segna una doppietta nella vittoria in trasferta contro il Getafe, vinta per 1-3, raggiungendo in quell'occasione i 10 goal in Liga.

### Nazionale
Il 18 novembre 2023 esordisce con la nazionale portoghese, nel pareggio per 1-1 contro la Croazia a Spalato.

## Statistiche

### Presenze e reti nei club
Statistiche aggiornate al 23 luglio 2025.
| Stagione             | Squadra              | Campionato           | Campionato | Campionato | Coppe nazionali | Coppe nazionali | Coppe nazionali | Coppe continentali | Coppe continentali | Coppe continentali | Altre coppe | Altre coppe | Altre coppe | Totale | Totale |
| Stagione             | Squadra              | Comp                 | Pres       | Reti       | Comp            | Pres            | Reti            | Comp               | Pres               | Reti               | Comp        | Pres        | Reti        | Pres   | Reti   |
| -------------------- | -------------------- | -------------------- | ---------- | ---------- | --------------- | --------------- | --------------- | ------------------ | ------------------ | ------------------ | ----------- | ----------- | ----------- | ------ | ------ |
| 2019-2020            | Porto B              | PL                   | 3          | 0          | -               | -               | -               | -                  | -                  | -                  | -           | -           | -           | 3      | 0      |
| 2019-2020            | Porto                | PL                   | 12         | 1          | CP+CdL          | 3+3             | 2+0             | UCL+UEL            | 0+3                | 0+0                | -           | -           | -           | 21     | 3      |
| 2020-2021            | Wolverhampton        | PL                   | 32         | 4          | FACup+CdL       | 3+1             | 0+0             | -                  | -                  | -                  | -           | -           | -           | 36     | 4      |
| 2021-2022            | Wolverhampton        | PL                   | 22         | 0          | FACup+CdL       | 2+2             | 0+0             | -                  | -                  | -                  | -           | -           | -           | 26     | 0      |
| 2022-gen. 2023       | Anderlecht           | PL                   | 20         | 7          | CB              | 2               | 1               | UECL               | 10                 | 3                  | -           | -           | -           | 32     | 11     |
| gen.-giu. 2023       | PSV                  | ED                   | 14         | 4          | CO              | 3               | 0               | UEL                | 2                  | 1                  | -           | -           | -           | 19     | 5      |
| 2023-gen. 2024       | Wolverhampton        | PL                   | 8          | 0          | FACup+CdL       | 0+2             | 0+1             | -                  | -                  | -                  | -           | -           | -           | 10     | 1      |
| Totale Wolverhampton | Totale Wolverhampton | Totale Wolverhampton | 62         | 4          |                 | 10              | 1               |                    | -                  | -                  |             | -           | -           | 72     | 5      |
| gen.-giu. 2024       | Rangers              | SP                   | 18         | 4          | SC              | 5               | 2               | UEL                | 2                  | 0                  | -           | -           | -           | 25     | 6      |
| 2024-2025            | Las Palmas           | PD                   | 24         | 10         | CR              | 1               | 0               | -                  | -                  | -                  | -           | -           | -           | 25     | 10     |
| Totale carriera      | Totale carriera      | Totale carriera      | 153        | 30         |                 | 27              | 6               |                    | 17                 | 4                  |             | -           | -           | 197    | 40     |

### Presenze e reti in nazionale
| Cronologia completa delle presenze e delle reti in nazionale ― Portogallo | Cronologia completa delle presenze e delle reti in nazionale ― Portogallo | Cronologia completa delle presenze e delle reti in nazionale ― Portogallo | Cronologia completa delle presenze e delle reti in nazionale ― Portogallo | Cronologia completa delle presenze e delle reti in nazionale ― Portogallo | Cronologia completa delle presenze e delle reti in nazionale ― Portogallo | Cronologia completa delle presenze e delle reti in nazionale ― Portogallo | Cronologia completa delle presenze e delle reti in nazionale ― Portogallo |
| Data                                                                      | Città                                                                     | In casa                                                                   | Risultato                                                                 | Ospiti                                                                    | Competizione                                                              | Reti                                                                      | Note                                                                      |
| ------------------------------------------------------------------------- | ------------------------------------------------------------------------- | ------------------------------------------------------------------------- | ------------------------------------------------------------------------- | ------------------------------------------------------------------------- | ------------------------------------------------------------------------- | ------------------------------------------------------------------------- | ------------------------------------------------------------------------- |
| 18-11-2024                                                                | Spalato                                                                   | Croazia                                                                   | 1 – 1                                                                     | Portogallo                                                                | UEFA Nations League 2024-2025 - 1º turno                                  | -                                                                         | 71’ 90+5’                                                                 |
| Totale                                                                    |                                                                           | Presenze                                                                  | 1                                                                         |                                                                           | Reti                                                                      | 0                                                                         |                                                                           |

## Palmarès
- Supercoppa di Portogallo: 1

Porto: 2018
- Campionato portoghese: 1

Porto: 2019-2020
- Coppa del Portogallo: 1

Porto: 2019-2020
- Coppa dei Paesi Bassi: 1

PSV: 2022-2023